# Radio Fara
Radio Fara – katolicka rozgłośnia radiowa, należąca do archidiecezji przemyskiej, powstała w 2001 roku.
Radio zostało powołane do istnienia 19 września 2001 dekretem arcybiskupa Józefa Michalika. Powstało poprzez uruchomienie nowego studia w Przemyślu i połączenie go z nadającym od 1994 roku Radiem Ave Maria z Jarosławia oraz z nadającym od października 1997 roku Radiem Fara z Krosna. 12 lipca 2001 r. KRRiT wydał koncesję (Nr 008/P/2001-R) na nadawanie programów dla Radia Fara. 19 stycznia 2004 archidiecezji przyznano status nadawcy społecznego. 26 kwietnia 2011 r. rozgłośnia otrzymała nową koncesję (Nr 075/K/2011-R) na nadawanie swoich programów na kolejne 10 lat. 
Lokalizacje studiów nadawczych (kwiecień 2013):
- Przemyśl (studio im. Bł. Ks. Jana Wojciecha Balickiego)
- Jarosław (studio Ave Maria)
- Krosno (studio im. Św. Jana z Dukli)

Lokalizacje stacji nadawczych (kwiecień 2013):
- Średnia koło Krzywczy – 98,2 MHz
- Czarnorzeki koło Krosna – 104,5 MHz

Dyrektorzy Radia Fara (chronologicznie):
1. ks. Krzysztof Hassinger
2. ks. Zdzisław Babiarz
3. ks. Krzysztof Rzepka
4. ks. Andrzej Bienia (od 2016 r.)

## Historia logo Radia Fara
| Lata                    | Opis | Ilustracja |
| ----------------------- | --- | ---------- |
| 19 września 2001 - 2008 | Mocno rozbudowane logo stacji zawierające zdobną literę „F” z rysunkiem wieży kościelnej oraz częstotliwościami nadawania. |            |
| 2008 - 18 marca 2018    | Uproszczone logo stacji względem poprzedniego loga. Logo zawiera pełną nazwę stacji oraz częstotliwości. |            |
| od 19 marca 2018        | Nowoczesne oraz minimalistyczne logo stacji nawiązujące po poprzednich jego wersji. Krzyż składający się z trzech niebieskich łuków (symbolizujących 3 studia) i zielonej litery „F”, który jest częścią nazwy rozgłośni - „Fara”. |            |